# 藤原良範
藤原 良範（ふじわら の よしのり）は、平安時代前期の貴族。藤原北家、右大弁・藤原遠経の子。官位は従五位下・大宰少弐・筑前守。

## 経歴
陽成朝にて、皇太后・藤原高子に皇太后宮少進として仕えるが、元慶6年（882年）に皇太后宮大夫・藤原国経らほかの皇太后宮職の官人らとともに叙位を受け、良範は従五位下に叙爵される。その後、周防介と地方官に転じるが、光孝朝の仁和元年（885年）侍従に任じられ京官に復した。
のち、大宰少弐・筑前守と再び地方官を務めている。

## 官歴
注記のないものは『日本三代実録』による。
- 時期不詳：正六位上。皇太后宮少進（皇太后・藤原高子）
- 元慶6年（882年） 3月28日：従五位下
- 時期不詳：周防介
- 仁和元年（885年） 4月27日：侍従
- 時期不詳：筑前守。大宰少弐[1]

## 系譜
『尊卑分脈』による。
- 父：藤原遠経
- 母：丹墀門成の娘
- 生母不詳の子女
  - 長男：藤原純春
  - 次男：藤原純美
  - 三男：藤原純友（?-941）
  - 四男：藤原純乗
  - 五男：藤原純正
  - 六男：藤原純素
  - 七男：藤原純行
  - 八男：藤原純業